# 반쇼지

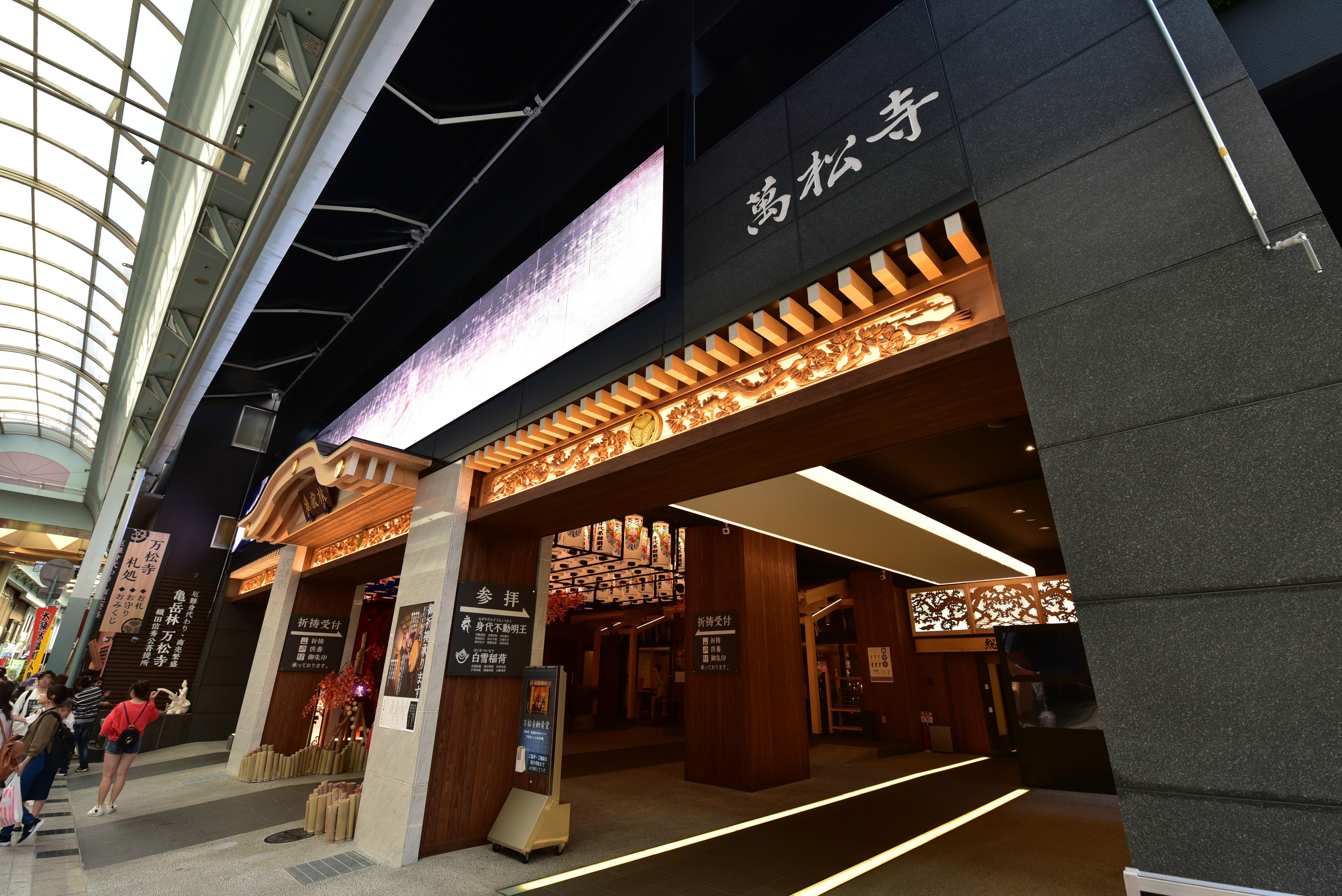
반쇼지

반쇼지(일본어: 萬松寺, 万松寺)는 일본 아이치현 나고야시 나카구에 위치한 불교 조동종의 사찰이다. 산호는 귀악림(亀岳林, きがくりん 기가쿠린[*])이다. 1540년 오다 가문의 보살을 모시는 사찰로써, 오다 노부히데가 창건하였다. 창건 당시에는 현재의 위치가 아니었으나 1610년 나고야 성의 축조에 따라 현재의 위치로 이전하였다. 이전 후에도 오와리 도쿠가와 가문의 주인이 봉안된 사찰로써의 역할을 하였다. 1945년 3월 12일 나고야 대공습으로 인하여 반쇼 사를 비롯하여 그 주변 지대가 큰 피해를 입었으며, 헤이세이 시대 이후 본당이 재건되었다. 주변의 '반쇼지 빌딩' 등을 보유하고 있다.

## 참고 자료
- 《반쇼지의 역사》 이토 하루오 (반쇼지 41대 주직)